# Molécule hypovalente
Une molécule hypovalente est une espèce chimique comportant un atome qui, en ayant moins de huit électrons dans sa couche de valence, ne respecte pas la règle de l'octet. Le trifluorure de bore est un exemple de molécule hypovalente. Le pendant de l'hypovalence est l'hypervalence.